# Carlos Alberto Soares de Freitas
Carlos Alberto Soares de Freitas, codinome Breno (Belo Horizonte, 12 de agosto de 1939 – ?, ? de ? de 1971) foi um guerrilheiro brasileiro, integrante da luta armada contra a ditadura militar brasileira instalada no país em 1964. Militante e um dos fundadores e principais dirigentes das organizações de extrema-esquerda Polop, COLINA e VAR-Palmares, desapareceu em 15 de fevereiro de 1971 na cidade do Rio de Janeiro e consta oficialmente como "desaparecido político".

## Biografia
Caçula de oito filhos e o único nascido em Belo Horizonte – uma nasceu a bordo de um navio e os seis outros em Teófilo Otoni:19 – "Beto", como era chamado pelos amigos, ingressou na Faculdade de Ciências Econômicas da Universidade Federal de Minas Gerais (FACE/UFMG) em 1961, para cursar sociologia, e no mesmo ano passou a integrar a Polop (Organização Revolucionária Marxista Política Operária) organização de ideário socialista marxista e o Partido Socialista Brasileiro (PSB), passando a dedicar-se inteiramente à política. Em 1962, como delegado da Polop, foi a Cuba para as festas de aniversário da Revolução Cubana, onde fotografou junto com Fidel Castro.:29 De volta ao Brasil, nos anos seguintes, participou da instalação da Ligas Camponesas em Minas Gerais.
Com a eclosão do golpe militar de 1964, transferiu-se para o Rio de Janeiro mas de volta a Minas Gerais foi preso em 26 de julho daquele ano pichando muros em Belo Horizonte e solto em novembro do mesmo do ano, depois de 98 dias preso, por força de um habeas corpus. Em 1967, julgado por este ato e condenado à revelia, entrou definitivamente na clandestinidade, sendo um dos militantes de organizações armadas da época que mais tempo conseguiu se manter clandestino em liberdade.
De grande preparo teórico em marxismo-leninismo e capacidade de liderança, galgou posições de comando nas organizações de que participou. Desde a faculdade até a VAR-Palmares, fez grande amizade com Dilma Rousseff, secundarista também mineira como ele e companheira de militância desde os tempos da Polop, e com Inês Etienne Romeu, dirigente da VAR-Palmares junto com ele e Carlos Lamarca, antes da separação dos grupos em teóricos e militaristas, e que depois seria a última pessoa a ter alguma informação de seu destino.
"Breno", seu codinome na guerrilha, era um homem alto, bonito, de olhos verdes, que gostava de cinema e literatura. Um sedutor que namorou – e perdeu para o capitão Lamarca – Iara Iavelberg, a musa da guerrilha armada brasileira.:prefácioAdepto da conscientização política e trabalho ideológico de massas para a revolução que pretendiam construir no país e crítico da opção da violência através da luta armada urbana, defendida e utilizada por outras fações das organizações a que pertenceu e dirigiu, nunca andou armado, mesmo passando anos viajando pelo Brasil perseguido pela repressão na tentativa de organizar bolsões de resistência e arregimentação de membros para a VAR-Palmares.
Ainda um dos últimos membros de importância da organização em liberdade, caçado no país inteiro e com fotos em cartazes de "terroristas procurados" há vários anos, em 15 de fevereiro de 1971 deixou o "aparelho" em que vivia no Rio de Janeiro, na rua Farme de Amoedo 135, em Ipanema, junto com um companheiro e embarcou num ônibus. Seu companheiro, Sergio Emanuel Dias Campos," Miguel", o viu descer em Copacabana, na Avenida Princesa Isabel, e Carlos Alberto nunca mais foi visto.:prefácio
Em junho de 1971, quatro meses após seu desaparecimento, seu irmão Eduardo Soares de Freitas viu um cartaz de "terroristas procurados" numa delegacia em Itaguaí, estado do Rio, com uma foto do irmão com um xis riscado por cima. Inês Etienne, a única sobrevivente da Casa da Morte, um centro de tortura e execuções instalado por militares em Petrópolis, na serra fluminense, ouviu de seus carcereiros que Carlos Alberto havia passado por ali antes. De Ubirajara Ribeiro de Souza, o Zezão, um ex-sargento que participava das torturas na casa, ouviu a seguinte frase: "seu amigo esteve aqui", frase esta que deu o título à biografia de Carlos Alberto de Freitas, escrita em 2012 pela jornalista Cristina Chacel.
Advogados como Sobral Pinto e Antônio Modesto da Silveira foram acionados por sua família na tentativa de obterem notícia de seu paradeiro junto ao governo militar e apelos foram feitos por familiares e amigos influentes aos presidentes Emílio Garrastazu Médici e seus sucessores Ernesto Geisel e João Figueiredo, mas nenhuma informação de sua prisão ou morte foi conseguida. É hoje oficialmente um desaparecido político. Seu nome consta oficialmente no Anexo I da Lei 9.140/95, a primeira lista oficial de desaparecidos políticos no regime militar.:17
 "... não posso deixar de ter uma lembrança especial para aqueles que não estão mais conosco. Para aqueles que caíram pelos nossos ideais. Eles fazem parte de minha história. Mais que isso: eles fazem parte da história do Brasil.... Carlos Alberto de Freitas, Beto, você ia adorar estar aqui conosco..."— Dilma Rousseff, presidente da República Federativa do Brasil, em seu primeiro discurso como candidata à presidência em 2010.

## Homenagens
Carlos Alberto Soares de Freitas faz parte de uma lista de 58 pessoas, mortas durante o período da ditadura civil-militar, que foram homenageadas em um monumento na cidade de Belo Horizonte. Entre 1964 e 1985, 85 mineiros morreram após sessões de tortura ou foram executadas antes de serem presas enquanto lutavam contra o regime militar, e a obra visa homenagear aqueles que nasceram no estado. Fica localizada em frente à antiga sede do Dops (Delegacia de Segurança Pessoal e de Ordem Política e Social), na Avenida Alfonso Pena.
A mineira é apenas a primeira das capitais brasileiras a receber o monumento, cujos traços remetem à da bandeira nacional de forma vazada, traz os nomes dos mortos e também um espaço dedicado à colocação de flores para as vítimas. Foi idealizado pelo arquiteto gaúcho Tiago Balem e inaugurado em maio de 2013 pelo então Secretário Nacional de Justiça Paulo Abrão. Em seu discurso, disse que o monumento não apenas presta homenagem às pessoas que lutaram pela democracia, como também servem de exemplo para que os atos praticados no período da ditadura não voltem a ocorrer. Ainda falou sobre as opiniões que se referem à ditadura como positiva: "esse tipo de fala revela desconhecimento sobre o período”.